# Judit Temes
Judit Temes-Tuider (* 10. Oktober 1930 in Sopron; † 11. August 2013 in Budapest) war eine ungarische Schwimmerin.

## Leben
Temes war von 1944 bis 1956 Mitglied der ungarischen Nationalmannschaft.
Bei den Olympischen Sommerspielen 1952 in Helsinki gewann sie die Bronzemedaille im 100-m-Freistilschwimmen und gemeinsam mit Ilona Novák, Éva Novák und Katalin Szőke die Goldmedaille bei der 4 × 100-m-Freistilstaffel. Mit einer Zeit von 4:24,4 min brach ihre Staffel den bisherigen Langbahnweltrekord.
1954 nahm Temes an den Schwimmeuropameisterschaften in Turin teil und gewann dort Silber über 100 m Freistil. Im gleichen Jahr stellte sie in Budapest mit Klára Killermann, Mária Littomericzky und Katalin Szőke mit 5:07,8 min einen Weltrekord über 4 × 100 Meter Lagen auf.
Nach ihrer Schwimmkarriere studierte sie Medizin in Budapest, arbeitete als Ärztin und im Sportmanagement. Sie war Mitglied des Ungarischen Olympischen Komitees (Magyar Olimpiai Bizottság), des ungarischen Schwimmverbands und des europäischen Dachverbands für Wassersport Ligue Européenne de Natation. Sie starb am 11. August 2013 mit 82 Jahren und hinterließ einen Sohn.